# 최길성 (인류학자)
최길성(崔吉城, 1940년 6월17일~2022년 3월 22일)은 일본의 인류학자이자, 교수이다. 히로시마 대학 명예 교수이며, 2018년에 국가 기본 문제 연구소가 주재하는 「일본 연구상」을 수상했다.

## 저서
- '조선의 축제와 무속' 제1서방, 1980.7
- '한국의 샤머니즘 사회인류학적 연구' 히로몬도, 1984.4
- '한국의 샤먼' 후 쿠루노 쇼쇼. 국문사, 1984.7
- '한국의 조상 숭배' 시게마쓰 마유미 번역. 오차 노미즈 서방 , 1992.12
- 『일본 식민지와 문화변용 한국· 거문도』편저. 오차노미즈서방, 1994.5
- 원한 인류학 마나베 유코 번역. 히라카와 출판사, 1994.8
- '한국민속 초대' 풍향사, 1996.9
- "친일"과 "반일"의 문화 인류학(아카시 도서관 아카시 서점, 2002.8
- 哭き의 문화 인류학 또 다른 한국문화론
- ‘자태조선인의 비극 사할린 조선인의 현재’ 제1서방, 2007.5
- '참작이 말하는 일본' 신전사, 2013.12
- '한국의 미군 위안부는 왜 태어났는가 '중립파' 문화인류학자에 의한 고발과 변명' 하트 출판, 2014.12
- '한국 출신의 장장인이 본 위안부의 진실 문화 인류학자가 읽는다 '위안소 일기'
- '조선전쟁에서 태어난 미군 위안부의 진실 <문화인류학자의 증언> 내 마을은 이렇게 '매춘촌'이 됐다'
- '제국 일본의 식민지를 걷는 문화 인류학자의 여행 노트' 하나란샤, 2019.8
- 『기독교와 샤머니즘 ―왜 한국에는 그리스도인이 많은 것인가』(지쿠마 신서) 2021/9

## 공저
- 『이것은 곤란한 한국 뉴커머 한국인의 대화』( 오선화 와 대담) 삼교사 1997
- 『신화・종교・무속 한일 비교 문화의 시도』히나타 이치 마사 공편 풍향사
- '차별을 사는 재일조선인' 이광규와 공저, 제1서방, 2006
- '식민지의 조선과 대만 역사·문화인류학적 연구' 하라다 환공 편. 제1서방, 2007.6
- '시모노세키를 사는' 스가와라 사치코 공저. 퀄리티 출판, 2007.12
- '한일을 사는 부부가 쓰는 에세이' 스가와라 사치코 공저. 퀄리티 출판, 2009.3